# Ujemskij
Ujemskij (ros. Уемский) – osiedle typu miejskiego w północnej Rosji, na terenie obwodu archangielskiego, w północno-wschodniej  Europie.
Miejscowość liczy 3.557  mieszkańców (1 stycznia 2005 r.).